# SuperMutant Magic Academy
SuperMutant Magic Academy ist ein kanadischer Comic von Jillian Tamaki. Die zunächst als Webcomic veröffentlichten Comicstrips erschienen gesammelt und um exklusives Material ergänzt erstmals 2015 bei Drawn and Quarterly. Das Werk wurde mehrfach ausgezeichnet und übersetzt. Die deutsche Übersetzung kam im Jahr 2018 bei Reprodukt heraus. In der magischen Akademie sollen die Internatsschüler ihre übernatürlichen Fähigkeiten beherrschen lernen. Im Brennpunkt der Geschichte stehen Marsha und ihre beste Freundin Wendy.

## Inhalt
In der namensgebenden Akademie sollen die jungen Mutanten beziehungsweise Schülerinnen und Schüler ihre übernatürlichen und magischen Fähigkeiten beherrschen lernen. Auf ihrem Stundenplan stehen neben alltäglichen Schulfächern unter anderem auch „Zaubern“ und „Besenreiten“. Doch trotz ihrer Superkräfte bleiben die Schüler von Alltagsproblemen und den Strapazen des Internatslebens nicht verschont: Die Figuren stehen persönliche Krisen aus, sind von Antriebslosigkeit gelähmt, Experimente im Unterricht gehen schief oder die Schüler müssen einen Kuchenverkauf ausrichten. Hauptpersonen der Geschichte sind die zurückhaltende, mürrische und burschikose Marsha und ihre beste Freundin Wendy, die sich in einen Fuchs verwandeln kann. Insbesondere die zunächst heimliche Liebe von Marsha zur schönen Wendy ist treibende Kraft für die Handlung. Weitere, regelmäßig auftretende Schüler sind zum Beispiel Cheddar, ein nervtötender und plumper Sportler, das Dinosaurier-Mädchen Trixie und der unsterbliche Everlasting Boy. Die Lehrer spielen nur eine kleine Rolle, unter ihnen etwa die bissige und leicht reizbare Ms. Grimdorff. Die Eltern der Schüler treten nicht in Erscheinung.

## Entstehung und Stil
Ausgangspunkt für SuperMutant Magic Academy bildete Tamakis gerade fertig gestellter Beitrag zum ersten Heft von Strange Tales II. Tamaki steuerte die kurze Geschichte The After-Party bei. Durch diesen Kurzcomic wurde der Künstlerin bewusst, dass sie sich weniger für die konkreten Superkräfte, deren Einsatz und Auswirkungen interessierte, sondern mehr für den normalen „dämlichen“ Alltag („dumb daily life“) ihrer Figuren mit besonderen Kräften. Auf diesem Gedanken aufbauend entstanden Kulisse und Figuren der SuperMutant Magic Academy als eine satirische Anspielung auf Reihen wie Harry Potter, Vampire Academy und X-Men, aber auch Jugenddramen wie Bei uns und nebenan. Dementsprechend kann man sich Tamakis Parodie als eine Art Mischung aus Hogwarts und Xavier’s School for Gifted Youngsters vorstellen. Im Gegensatz zu den heldenhaften Vorbildern nutzen die Schüler ihre Fähigkeiten aber nie, um etwa Gutes zu tun oder gar die Welt zu retten, sondern setzen sie nur für Belanglosigkeiten und persönliche Befindlichkeiten ein.
Tamakis Intention entsprechend spielen die Superkräfte der Schüler eine untergeordnete Rolle, im Mittelpunkt der Geschichten stehen Alltagsprobleme wie persönliche Krisen, Existenzängste, Stimmungsschwankungen oder Antriebslosigkeit. In einem Strip fragt Wendy ein Mädchen namens Belinda, warum sie so gut Rollschuh laufen könne. Belinda antwortet, ihre Eltern hätten sie bereits im Alter von drei Jahren für Rollschuhunterricht angemeldet. Für das Lob von Wendy („You’re incredible. Just beautiful!“) bedankt sich Belinda zunächst, versichert aber direkt im Anschluss, dass sie innerlich weine („But I assure you, I’m crying inside.“). In einer anderen Geschichte ist einer der Schüler zu faul, um vom Sofa aufzustehen und seinen Zauberstab zu holen. Er braucht ihn aber, um an Nachos samt Guacamole zu kommen.
Eine Episode besteht meist aus sechs Panels pro Seite und arbeitet auf eine abschließende Pointe hin, weswegen die Geschichten häufig recht plötzlich enden. Im Verlauf des Comics werden die Episoden zunehmend länger, wodurch die Charaktere und Inhalte an Substanz gewinnen. Das Finale bildet eine 40-seitige Geschichte, die Tamaki exklusiv für die Buchveröffentlichung verfasste. Die Comickünstlerin zeichnet ihre Geschichten in Schwarz-Weiß und einem skizzenhaft wirkenden Stil. Tamaki entschied sich für den reduzierten Zeichenstil („images that weren’t super-pretty, full-color, beautiful things“) zum einen, weil sie Comics machen wollte, die keine Graphic Novel darstellen („trying to make comics that weren’t graphic novels“), zum anderen um sich auf die Texte zu konzentrieren und das Schreiben üben zu können („I just wanted to learn how to write, basically.“) Einige der Figuren weisen körperliche Merkmale von Tieren auf, so hat zum Beispiel Trixie den Kopf eines Dinosauriers oder Wendy Katzenohren.
SuperMutant Magic Academy ist laut eigener Aussage Jillian Tamakis bisher (Stand 2021) persönlichste Arbeit, einschließlich ihrer früher veröffentlichten autobiographischen Kurzgeschichten. Zahlreiche Episoden entstanden als unmittelbares Ergebnis der Lebensumstände und Alltagserlebnisse der Comickünstlerin („a lot of them were made in direct result of what was going on in my life. It’s obviously the most personal work I’ve done, even more so, probably, than the autobiographical short things“).

## Veröffentlichung
Von 2010 bis 2014 veröffentlichte Tamaki SuperMutant Magic Academy zunächst in einzelnen Strips als Webcomic. Im Jahr 2015 brachte Drawn and Quarterly die Comics als Sammelband heraus (Montreal 2015, 276 Seiten, Paperback, ISBN 978-1-77046-198-7), 2018 erschienen die Geschichten in der deutschen Übersetzung von Jan Dinter bei Reprodukt (Berlin 2018, 274 Seiten, Klappenbroschur, ISBN 978-3-95640-167-1). Die Buchveröffentlichung enthält nicht nur alle Episoden des Webcomics, sondern auch exklusive Strips und eine 40-seitige Geschichte, die einen inhaltlichen Abschluss für SuperMutant Magic Academy bildet. Es gibt weitere Übersetzungen ins Dänische, Französische und Russische.

## Kritiken
Für Barbara Buchholz in Der Tagesspiegel spannt Tamakis SuperMutant Magic Academy zusammen mit Ein Sommer am See und Grenzenlos einen „weiten Bogen künstlerischen Schaffens, sowohl das Format betreffend als auch Zeichenstil und Themen“.
Bei Publishers Weekly wird der Zeichenstil von Tamaki als verspielt und locker beschrieben. Sie wage dabei immer wieder Experimente und ziehe die Leser in eine Welt, in der echte Gefühle die größte Gefahr darstellten („playful and loose with her art, unafraid to be experimental as she draws us into a world where true feelings are the greatest danger“). Dabei offenbare das Buch regelmäßig einen geradezu schmerzlich direkten Blick auf Unsicherheiten und Grausamkeiten von Teenagern, vor denen nicht einmal Jugendliche gefeit seien, die fliegen können („the book becomes an often painfully blunt look at the insecurities and cruelties universal to teens – even flying teens“).
Für Rachel Rooke bei The Guardian strahlt der üppige Sammelband dank seines frechen und beißenden Humors einen unwiderstehlichen Esprit aus („[t]his pleasingly fat anthology […] about teenagers with paranormal powers exudes an irresistible wit“). Der größte Teil der Comicstrips falle witzig und authentisch aus, nur einige wenige könnten nicht überzeugen und seien absolut flach („[t]he majority of its strips are sassy, mordantly funny and feel true […] [b]ut every so often, one will fall completely flat“). Im Vergleich zu Skim und Ein Sommer am See zeichne Tamaki zwar reduzierter und skizzenhafter, gleiche dies durch Humor und Esprit allerdings wieder aus („SuperMutant Magic Academy […] is more sketchily drawn than either of those two, but what it lacks in visual loveliness it more than makes up for in wit“). Insgesamt spielten die Superkräfte eher eine Nebenrolle, im Zentrum der Geschichten stünden rasende Hormone („[i]n essence, this is a book about raging hormones […] that just happens to come with a little magic on the side“).

## Auszeichnungen
Sowohl in den Jahren 2012 als auch 2013 erhielt Jillian Tamaki für ihren Webcomic SuperMutant Magic Academy jeweils einen Ignatz Award in der Kategorie „Outstanding Online Comic“. Im Erscheinungsjahr war die Printausgabe in drei Kategorien – „Favorite Queer Character“ für die Figur Marsha, „Favorite Graphic Novel / Book“ und „Favorite Overall Comic“ – bei den Autostraddle Comic and Sequential Art Awards nominiert, erhielt allerdings keine Auszeichnung. Im folgenden Jahr wurde die Buchveröffentlichung mit einem Eisner Award in der Kategorie „Best Publication for Teens“ geehrt.
Darüber hinaus erhielt das Werk im Erscheinungsjahr der Printausgabe nennenswerte Leseempfehlungen, zum Beispiel auf Platz drei der „10 Best Graphic Novels of 2015“ auf Vulture.com, als der vierte von fünf Titeln bei „Publishers Weekly Best Books“ oder der Liste „2015: Books of the Year“ von Quill & Quire. Laut Abraham Riesman auf Vulture.com erzählt Tamaki dank ihrer großartigen Ideen und Zeichnungen („brilliant mind and pen of Jillian Tamaki“) trotz des kurzweiligen Formats eine umfangreichere und unterhaltsame Geschichte über die Wirrungen des Heranwachsens, die sich durch eine Mischung aus bezaubernden Situationen und surrealen Pointen auszeichne („rhythm of charming setups and surreal punch lines aggregates into a lengthy, funny work about growth and confusion“). Bei Quill & Quire beschreibt Sue Carter die Comickünstlerin als Meisterin ihres Fachs: Mit minimalistischem Strich und listigem Humor („sly humour“) liefere sie ihre Pointen und spreche gleichzeitig die Emotionen der Leser an, wobei sie nie Empathie für Lacher opferte („master at evoking both emotions and punch lines with minimal pen strokes, never sacrificing empathy for laughs“).